# Chantal Grosléziat
Chantal Grosléziat est une musicienne, formatrice, auteure, collecteuse française de musiques pour enfants et de littérature jeunesse.

## Biographie
Titulaire d'un DEA en sciences de l'éducation, Chantal Grosléziat mène un travail de collectage, recherche et valorisation des musiques traditionnelles pour enfant dans les différentes cultures du monde. Dans ce cadre, elle a participé au développement d'Enfance et Musique entre 1981 à 1996. Elle a ensuite fondé et est devenue directrice de l'association Musique en herbe. Elle a beaucoup collaboré avec Didier Jeunesse, dans leur collection de livres-disques Comptines du monde,,.

### Livres-CD pour enfants
- Les 4000 en chansons (1990), Renée Attias, réalisateur ; Marianne Gauvain, Chantal Grosléziat, réalisatrices ; Michel Boucher, illustrateur, enfance et musique, 1990
- Chansons et comptines picardes en Vermandois, Jean-Pierre Semblat, Chantal Grosleziat, collecteur ; Marie Adamczak, Nicolas Carlier, Jézabel Delval... [et al.], voix Enfance et Musique, 1995
- Comptines et berceuses du baobab, Arrangements Paul Mindy. Illustrations Elodie Nouhen. Ed. Didier Jeunesse, 2002 – prix Sorcières 2003
- À pas de géant : 33 comptines et chansons / illustrations, Christian Voltz ; [préface, Chantal Grosléziat] ; direction musicale, Yves Prual et François Barré ; François Barré, Michel Chatet, Yves Prual... [et al.], chant [acc. instr.] ; Philippe Bizais, p  Publication : . - Paris : Didier jeunesse, copyright 2003
- A l’ombre du flamboyant, Arrangements Paul Mindy. Direction musicale Jean-Christophe Hoarau. Illustrations Laurent Corvaisier. Ed. Didier Jeunesse, 2004
- Rimes et chansons des p'tits loupiots (2004) avec Chantal Grosléziat comme Orchestrateur
- Comptines et berceuses des rizières, Direction musicale Jean-Christophe Hoarau. Illustrations Claire Degans. Ed. Didier Jeunesse, 2007
- Les premières comptines des tout-petits (2007) avec Chantal Grosléziat comme Chef d'orchestre
- Les plus belles berceuses du monde, collectage et commentaires, Chantal Grosléziat, Nathalie Soussana, Magdeleine Lerasle.  avec Chantal Grosléziat comme Collecteur, 2008, réédité en 2014 et 2015
- Comptines et berceuses de Bretagne, Direction musicale Jean-Christophe Hoarau. Illustrations Aurélia Grandin. Ed. Didier Jeunesse, 2009
- Comptines de roses et de safran, Direction musicale Jean-Christophe Hoarau. Illustrations Aurélia Fronty. Ed. Didier Jeunesse, 2011
- Chansons du monde, Collectage des comptines Nathalie Soussana. Direction musicale Jean-Christophe Hoarau. Ed. Didier Jeunesse, 2012
- Les plus belles chansons du monde, Collectage des comptines Nathalie Soussana. Direction musicale Jean-Christophe Hoarau. Illustrations Laurent Corvaisier. Ed. Didier Jeunesse, 2013
- Comptines et berceuses des rizières, Direction musicale Jean-Christophe Hoarau. Illustrations Claire Degans. Ed. Didier Jeunesse, 2013
- Les premières comptines des p’tits Lascars, Collectage des comptines Marie-Claire Bruley. Direction musicale Chantal Grosléziat. Illustrations Candice Hayat, Christine Destours, Denis Cauquetoux, Laetitia Le Saux, Stefany Devaux. Hoarau. Ed. Didier Jeunesse, 2013
- Les Plus Belles Berceuses du monde – volume 2, Collectage des comptines Nathalie Soussana. Direction musicale Jean-Christophe Hoarau. Illustrations Aurélia Fronty. Ed. Didier Jeunesse, 2014
- Lo Hadi : comptines et berceuses basques, Direction musicale Jean-Christophe Hoarau. Illustrations Lucile Placin. Ed. Didier Jeunesse, 2014
- Comptines et berceuses d'Amérique latine (2017)

- Coup de cœur Jeune Public printemps 2018 de l'Académie Charles-Cros.

### Essais universitaires / Ouvrages scientifiques
- L'Éveil musical (1986)
- Les bébés et la musique, 1998, réédité en 1999
- Cultiver, Ed. érès, collection « 1001 bébés », 2001
- Bébés chasseurs de sons, Le bébé et la musique 2, Ed. érès, collection « 1001 bébés », 2004
- Écouter autrement (2007)
- Abécédaire musical, Le bébé et la musique 3, Ed. érès, collection « 1001 bébés », 2010
- À travers vies, à travers chants, le patrimoine chanté des familles à l'école (2011)
- Les bébés et la musique, Premières sensations et créations sonores, Ed. érès, collection « 1001 bébés », 2016